# باغ انگلیسی شهر مونیخ
باغ انگلیسی، یکی از بزرگترین پارک‌های عمومی واقع در مرکز شهر مونیخ است که سال ۱۷۸۹، توسط بنجامین تامپسون تأسیس شد.
این باغ ۳٫۷ کیلومتر مربع مساحت دارد و از قدیمی‌ترین پارک‌های عمومی جهان است و نام آن به دلیل وجود این نوع پارک در قرن ۱۸ انگلستان، بر آن نهاده شده‌است.